# 최홍윤 (고려)
최홍윤(崔洪胤, 1153년 ~ 1229년 9월 4일)은 고려 후기의 문신으로, 초명은 최시행(崔時幸), 본관은 해주(海州)이다. 최관(崔灌)의 유복자이며, 최서(崔瑞)의 조부이다.

## 생애
1173년(명종 3) 문과에 장원으로 급제했으며, 이후 최홍윤으로 개명했다.
1201년(신종 4) 예부시랑(禮部侍郞)으로서 국자시(國子試)를 주관해, 시부(詩賦)로 정공찰(鄭公扎) 등 22명, 십운시(十韻詩)로 박유필(朴維弼) 등 70명, 명경(明經)으로 5명을 선발했다.
1205년(희종 원년) 판예빈성사(判禮賓省事)로서 문과의 동지공거(同知貢擧)를 맡아 마중기(馬仲奇) 등 30명에게 급제를 주었고, 1210년(희종 6) 추밀원부사(樞密院副使)로서 문과의 지공거(知貢擧)를 맡아 김홍(金泓) 등 47명에게 급제를 주었으며, 1212년(희종 8) 역시 문과의 지공거를 맡아 전경성(田慶成) 등 35명에게 급제를 주었다.
이 해 정당문학(政堂文學)으로 승진했다가, 이후 다시 중서시랑평장사(中書侍郞平章事)·수문전태학사(修文殿太學士)·수국사(修國史)·판호부사(判戶部事)로 승진했는데, 이 때 표를 올려 사양했으나 받아들여지지 않은 듯하다.
1215년(고종 2) 문과의 지공거를 맡아 염후(廉珝) 등 43명에게 급제를 주었다.
이후 관직이 수태보(守太保)·문하시랑동중서문하평장사(門下侍郞同中書門下平章事)·수문전대학사(修文殿大學士)·감수국사(監修國史)·판병부사(判兵部事)에 이르러 치사했으며, 1229년(고종 16) 졸했다.
시호는 경문(景文)이다.

## 기타
오늘날 『동문선』에 교서(敎書) 3편, 책문(冊文) 2편, 표문(表文) 3편, 소문(疏文) 1편이 전한다.

## 가족 관계
- 아버지 - 최관(崔灌, ? ~ 1152년)[2] : 검교태부(檢校太傅)·수사공(守司空)·중서문하시랑평장사(中書門下侍郞平章事)·상주국(上柱國), 정순공(靖順公)
- 어머니 - 미상
  - 부인 - 수태사(守太師)·중서시랑평장사(中書侍郞平章事)·수문전태학사(修文殿太學士)·감수국사(監修國史)·판이부사(判吏部事)·상주국, 문의공(文懿公) 최선(崔詵, 1138년 ~ 1209년)의 차녀[8]
    - 장남 - 최후(崔侯)[8]
    - 차남 - 최순(崔淳)[7][8] : 호부시랑(戶部侍郞), 최서(崔瑞, 1233년 ~ 1305년)의 아버지
    - 첫째 사위 - 이원로(李元老)[8]
    - 둘째 사위 - 진공도(晉公度)[8]
    - 셋째 사위 - 원기(元耆)[8]
    - 넷째 사위 - 황석부(黃石富)[9][8] : 증(贈) 이조참의(吏曹參議), 장수(長水) 황씨(黃氏) 시조, 황희(黃喜, 1363년 ~ 1452년)의 증조